# This Is Who I Am
This Is Who I Am utkom 2007 och är den svenske musikern Salem Al Fakirs debutalbum. På detta album spelar han alla instrument själv, utom på låten "Dream Girl" där han spelar allt utom trummorna.

## Låtlista
1. "Begin" - 0:56
2. "This Is Who I Am" - 3:28
3. "Tell Me" - 2:52
4. "Two Long Distance to Great Thoughts" - 2:33
5. "Dream Girl" - 4:27
6. "It's Only You" - 3:12
7. "Jussi" - 1:00
8. "Devil Look" - 4:47
9. "Count Me Out" - 3:23
10. "It's True" - 3:24
11. "Magic Night" - 3:11
12. "Baroon" - 0:52
13. "Hymn" - 2:24
14. "Damien & Bob" - 1:36
15. "Good Song" - 4:14
16. "Thank You" - 3:19
17. "End" - 3:32
  - Innehåller en gömd låt som börjar på 1:39

Bonusspår på iTunes Store: "Bright Side Of Life"

## Singlar
- 2006 - Dream Girl
- 2006 - Good Song / It's True
- 2007 - This Is Who I Am